# Liste der Monuments historiques in Trémel
Die Liste der Monuments historiques in Trémel führt die Monuments historiques in der französischen Gemeinde Trémel auf.

## Liste der Bauwerke
| Bezeichnung                   | Beschreibung                  | Standort | Kennzeichnung | Schutzstatus | Datum | Bild           |
| ----------------------------- | ----------------------------- | -------- | ------------- | ------------ | ----- | -------------- |
| Kirche Notre-Dame de la Merci | Erbaut im 15./16. Jahrhundert | (Lage)   | PA00089732    | Classé       | 1910  | weitere Bilder |
| Schloss Kermerzit             | Erbaut im 15. Jahrhundert     | (Lage)   | PA00089731    | Inscrit      | 1927  | weitere Bilder |

## Liste der Objekte

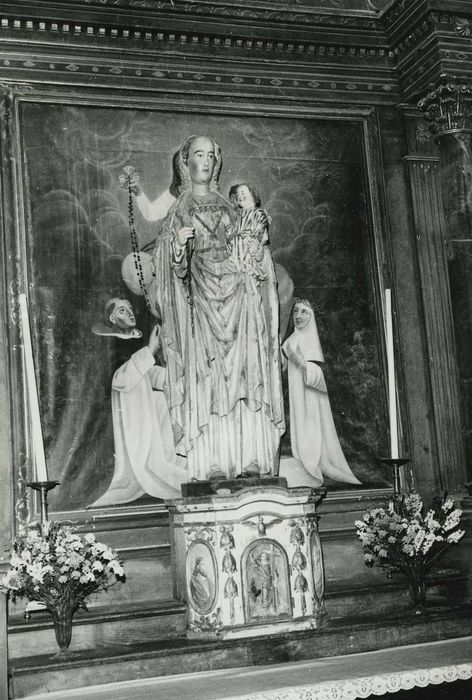
Skulptur Madonna und Kind (17. Jahrhundert) in der Kirche Notre-Dame de la Merci

- Monuments historiques (Objekte) in Trémel in der Base Palissy des französischen Kultusministeriums